# Modelist-Konstruktor
Modelist-Konstruktor (russisch Моделист-конструктор) ist eine russisch-sowjetische Fachzeitschrift für Wissenschaft und Technik, die sich an die Hobby-Designer/-Bastler richtet. Themen der Zeitschrift sind die Entwicklung eigener Geräte oder Technik (z. B. Amateur-Computer, Hover-Fahrzeug, Amateur-Flugzeug, u. ä.). Hierzu bietet das monatlich erscheinende Heft Zeichnungen und detaillierte Anleitungen für deren Eigenbau. Autoren der Zeitschrift sind Erfinder und Designer.
Die erste Ausgabe des Magazins „Junii modelist-konstruktor“ (deutsch Junger Modelist-Konstruktor) wurde im August 1962 freigegeben. Flugzeugkonstrukteur Andrei Tupolew und Wladimir Iljuschin, sowie der Kosmonaut Juri Gagarin gaben den Startschuss. 1966 änderte das monatlich erscheinende Magazin den Namen in Modelist-Konstruktor. Es trägt zur Entwicklung und Kreativität der russischen Bevölkerung im Technikbereich bei.
Als Besonderheit veröffentlichte Modelist-Konstruktor im Jahr 1987 (Моделист-конструктор 1987/02 эвм своими руками, dt. Computer mit eigenen Händen ) eine schrittweise Anleitung für den Eigenbau eines 8-Bit-Computers namens „Spezialist“ (russisch Специалист компьютер). Dieser bot eine S/W-Grafik, konnte an ein Fernsehgerät angeschlossen werden und besaß eine Folientastatur mit etwa 72 Tasten. Als Medium oder externer Speicher diente eine normale Kompaktkassette. Auf dem Computer mit einem Arbeitsspeicher von 48 KB RAM konnten u. a. Computerspiel-Klassiker wie Snake oder Pong gespielt werden.
Im Internet gibt es mehrere Quellen komplett archivierter Ausgaben der Zeitschrift, u. a. die Ausgabe zum o. g. Selbstbaucomputer mit genauer Liste benötigter Teile und schrittweiser Bauanleitung.